# Quaker State 400 (Atlanta)
De Quaker State 400 was een race uit de NASCAR Cup Series. De wedstrijd werd gehouden op de Atlanta Motor Speedway in Hampton over een afstand van 500,5 mijl of 805,5 km. De eerste race werd gehouden in 1960 die gewonnen werd door Bobby Johns. De race werd in 2010 de laatste keer gehouden. Vanaf 2010 wordt de voormalige Checker O'Reilly Auto Parts 500 (Phoenix International Raceway) gehouden onder de naam Kobalt Tools 500.

## Namen van de race
- Atlanta 500 (1960 - 1980)
- Coca-Cola 500 (1981 - 1985)
- Motorcraft 500 (1986)
- Motorcraft Quality Parts 500 (1987 - 1993)
- Purolator 500 (1994 - 1996)
- Primestar 500 (1997 - 1998)
- Cracker Barrel 500 (1999)
- Cracker Barrel Old Country Store 500 (2000 - 2001)
- MBNA America 500 (2002)
- Bass Pro Shops MBNA 500 (2003)
- Golden Corral 500 (2004 - 2006)
- Kobalt Tools 500 (2007-2010)

## Winnaars
| Jaar                                 | Winnaar            | Auto        |
| Atlanta 500                          | Atlanta 500        | Atlanta 500 |
| ------------------------------------ | ------------------ | ----------- |
| 1960                                 | Bobby Johns        | Pontiac     |
| 1961                                 | Bob Burdick        | Pontiac     |
| 1962                                 | Fred Lorenzen      | Ford        |
| 1963                                 | Fred Lorenzen      | Ford        |
| 1964                                 | Fred Lorenzen      | Ford        |
| 1965                                 | Marvin Panch       | Ford        |
| 1966                                 | Jim Hurtubise      | Plymouth    |
| 1967                                 | Cale Yarborough    | Ford        |
| 1968                                 | Cale Yarborough    | Mercury     |
| 1969                                 | Cale Yarborough    | Mercury     |
| 1970                                 | Bobby Allison      | Dodge       |
| 1971                                 | A.J. Foyt          | Mercury     |
| 1972                                 | Bobby Allison      | Chevrolet   |
| 1973                                 | David Pearson      | Mercury     |
| 1974                                 | Cale Yarborough    | Chevrolet   |
| 1975                                 | Richard Petty      | Dodge       |
| 1976                                 | David Pearson      | Mercury     |
| 1977                                 | Richard Petty      | Dodge       |
| 1978                                 | Bobby Allison      | Ford        |
| 1979                                 | Buddy Baker        | Oldsmobile  |
| 1980                                 | Dale Earnhardt     | Chevrolet   |
| Coca-Cola 500                        |                    |             |
| 1981                                 | Cale Yarborough    | Buick       |
| 1982                                 | Darrell Waltrip    | Buick       |
| 1983                                 | Cale Yarborough    | Chevrolet   |
| 1984                                 | Benny Parsons      | Chevrolet   |
| 1985                                 | Bill Elliott       | Ford        |
| Motorcraft 500                       |                    |             |
| 1986                                 | Morgan Shepherd    | Buick       |
| Motorcraft Quality Parts 500         |                    |             |
| 1987                                 | Ricky Rudd         | Ford        |
| 1988                                 | Dale Earnhardt     | Chevrolet   |
| 1989                                 | Darrell Waltrip    | Chevrolet   |
| 1990                                 | Dale Earnhardt     | Chevrolet   |
| 1991                                 | Ken Schrader       | Chevrolet   |
| 1992                                 | Bill Elliott       | Ford        |
| 1993                                 | Morgan Shepherd    | Ford        |
| Purolator 500                        |                    |             |
| 1994                                 | Ernie Irvan        | Ford        |
| 1995                                 | Jeff Gordon        | Chevrolet   |
| 1996                                 | Dale Earnhardt     | Chevrolet   |
| Primestar 500                        |                    |             |
| 1997                                 | Dale Jarrett       | Ford        |
| 1998                                 | Bobby Labonte      | Pontiac     |
| Cracker Barrel 500                   |                    |             |
| 1999                                 | Jeff Gordon        | Chevrolet   |
| Cracker Barrel Old Country Store 500 |                    |             |
| 2000                                 | Dale Earnhardt     | Chevrolet   |
| 2001                                 | Kevin Harvick      | Chevrolet   |
| MBNA America 500                     |                    |             |
| 2002                                 | Tony Stewart       | Pontiac     |
| Bass Pro Shops MBNA 500              |                    |             |
| 2003                                 | Bobby Labonte      | Chevrolet   |
| Golden Corral 500                    |                    |             |
| 2004                                 | Dale Earnhardt jr. | Chevrolet   |
| 2005                                 | Carl Edwards       | Ford        |
| 2006                                 | Kasey Kahne        | Dodge       |
| Kobalt Tools 500                     |                    |             |
| 2007                                 | Jimmie Johnson     | Chevrolet   |
| 2008                                 | Kyle Busch         | Toyota      |
| 2009                                 | Kurt Busch         | Dodge       |
| 2010                                 | Kurt Busch         | Dodge       |

Huidige races:
Can-Am Duel ·
Daytona 500 ·
Subway Fresh Fit 500 ·
Kobalt Tools 400 ·
Food City 500 ·
Auto Club 400 ·
STP Gas Booster 500 ·
NRA 500 ·
Aaron's 499 ·
Toyota Owners 400 ·
Bojangles' Southern 500 ·
FedEx 400 ·
Coca-Cola 600 ·
STP 400 ·
Pocono 400 ·
Quicken Loans 400 ·
Toyota/Save Mart 350 ·
Coke Zero 400 ·
Quaker State 400 ·
Camping World RV Sales 301 ·
Brickyard 400 ·
Gobowling.com 400 ·
Cheez-It 355 at The Glen ·
Pure Michigan 400 ·
Irwin Tools Night Race ·
AdvoCare 500 (Atlanta Motor Speedway) ·
Federated Auto Parts 400 ·
Geico 400 ·
Sylvania 300 ·
AAA 400 ·
Hollywood Casino 400 ·
Bank of America 500 ·
Camping World RV Sales 500 ·
Goody's Headache Relief Shot 500 ·
AAA Texas 500 ·
AdvoCare 500 (Phoenix International Raceway) ·
Ford EcoBoost 400

Voormalige races:

Buddy Shuman 276 ·
Budweiser 400 ·
Budweiser NASCAR 400 ·
Columbia 200 ·
Coors 420 ·
First Union 400 ·
Greenville 200 ·
Hickory 276 ·
Kobalt Tools 500 (Atlanta Motor Speedway) ·
Los Angeles Times 500 ·
Mountain Dew Southern 500 ·
Northern 300 ·
Pepsi 420 ·
Pepsi Max 400 ·
Pickens 200 ·
Pop Secret Microwave Popcorn 400 ·
Sandlapper 200 ·
Subway 400 ·
Tyson Holly Farms 400 ·
Winston Western 500